# Liste der Baudenkmale in Lüssow (Mecklenburg)
In der Liste der Baudenkmale in Lüssow sind alle denkmalgeschützten Bauten der Gemeinde Lüssow (Mecklenburg-Vorpommern) und ihrer Ortsteile aufgelistet (Stand 10. Februar 2021).

## Baudenkmale nach Ortsteilen

### Lüssow
| ID   | Lage                                    | Bezeichnung                                                       | Beschreibung | Bild           |
| ---- | --------------------------------------- | ----------------------------------------------------------------- | --- | -------------- |
| 2143 | (Karte)                                 | Bahnhof                                                           | Der Bahnhof nördlich des Ortes wurde 1887 eröffnet, das Empfangsgebäude stammt aus jener Zeit. Mittlerweile wurde die Station zum Haltepunkt zurückgebaut, sie wird stündlich von den Zügen Warnemünde–Güstrow bedient. Das Empfangsgebäude steht leer (Stand Sommer 2020). | Weitere Bilder |
| 2144 | Friedhofsweg/Schwiesower Straße (Karte) | Friedhof mit Tor, Grabplatten Reichhoffs und Reichhoff, Mausoleum | |                |
| 2145 | Friedhofsweg 10 (Karte)                 | Pfarrhaus                                                         | |                |
| 2146 | Friedhofsweg/Schwiesower Straße (Karte) | Kirche                                                            | Romanisch/Gotischer, einschiffiger, zweijochiger Feldsteinbau vermischt mit Backsteinen aus dem 13. Jahrhundert mit Kuppelgewölbe; eingezogener, quadr. Chor mit einem späteren 5/8-eckigen neugotischen Chorschluss aus Ziegel; mächtiger, quadr. Westturm in Schiffsbreite mit achteckigem, schiefergedecktem Turmhelm mit einer Laterne; Altar, Taufbecken, Kanzel, das Gestühl im Schiff sowie Empore und Orgel vom 19. Jh. | Weitere Bilder |
| 2147 | Nebelkanal (Karte)                      | Zugbrücke                                                         | | Zugbrücke      |

### Karow
| ID   | Lage                  | Bezeichnung                     | Beschreibung | Bild                            |
| ---- | --------------------- | ------------------------------- | --- | ------------------------------- |
| 1904 | (Feldweg)             | Gerichtssäule                   | | Gerichtssäule                   |
| 1905 | Zum Schloss 7 (Karte) | Gutsanlage mit Gutshaus und Tor | Neobarocker, 2-gesch., 8-achsiger Putzbau vom 19. Jahrhundert mit Mansarddach und 3-gesch. mittlerem Giebelrisalit mit Säulenvorbau und Balkon sowie zwei rückwärtige 2-gesch. Flügelanbauten; nach 1945 als Kindergarten und für Wohnzwecke genutzt; Sanierungen für Wohnzwecke ab 2005. In der Denkmalliste von 1995 war noch ein Wirtschaftsgebäude aufgeführt, das 2018 nicht mehr enthalten ist. | Gutsanlage mit Gutshaus und Tor |

### Strenz
| ID   | Lage                    | Bezeichnung                           | Beschreibung | Bild |
| ---- | ----------------------- | ------------------------------------- | ------------ | ---- |
| 2267 | Kastanienweg (Karte)    | Kriegerdenkmal 1914/1918              |              |      |
| 2269 | Kastanienweg 26 (Karte) | Schulgehöft mit Schulhaus und Scheune |              |      |

## Ehemalige Denkmale
In der Denkmalliste von 1995 noch enthalten, 2018 nicht mehr:
| ID | Lage                       | Bezeichnung         | Beschreibung | Bild |
| -- | -------------------------- | ------------------- | ------------ | ---- |
|    | Lüssow, Schwiesower Straße | Schrankenwärterhaus |              |      |
|    | Strenz, Dorfstraße 17      | Scheune             |              |      |

## Quelle
Denkmalliste des Landkreises Rostock A ‐ Z (Stand: 10. Februar 2021; PDF, 497 KB)
- Karte mit allen Koordinaten:
- OSM |
- WikiMap